# Луције Јулије Цезар (конзул 90. п. н. е.)
Луције Јулије Цезар (око 135. п. н. е. - 87. п. н. е.) био је римски политичар и војсковођа.

## Биографија
Био је син Луција Јулија Цезара и брат Гаја Јулија Цезара Страбона Вописка. Године 100. п. н. е. се истакао као један противника Сатурнина, а 94. године п. н. е. је постао претор, потом гувернер Македоније. Године 90. п. н. е. је за време Савезничког рата изабран за конзула те је ратовао са Самнитима. Исте је године предложио Lex Iulia, закон којим се италијанским савезницима који су остали верни Риму нудило римско држављанство. Касније је изабран за цензора те је надгледао примену тог закона. Године 87. п. н. е. је заједно с братом убијен на улици од стране присталица Марија. Према Ливију њихове су главе одрезане истакнуте на Форуму. Деца су му била Луције Јулије Цезар и Јулија Антонија.